# Юная мисс США 1989
Юная Мисс США 1989 (англ. Miss Teen USA 1989) — 7-й национальный конкурс красоты Юная мисс США, проводился в Orange Pavilion, Сан-Бернардино, Калифорния. Победительницей стала 18-летняя Брэнди Шервуд, представлявшая штат Айдахо.
Второй год проведения в городе Сан-Бернардино. Ведущими вечера стали Уил Шрайнер с комментариями от Марша Стрэссмен и Анджела Виссер.

## Результаты

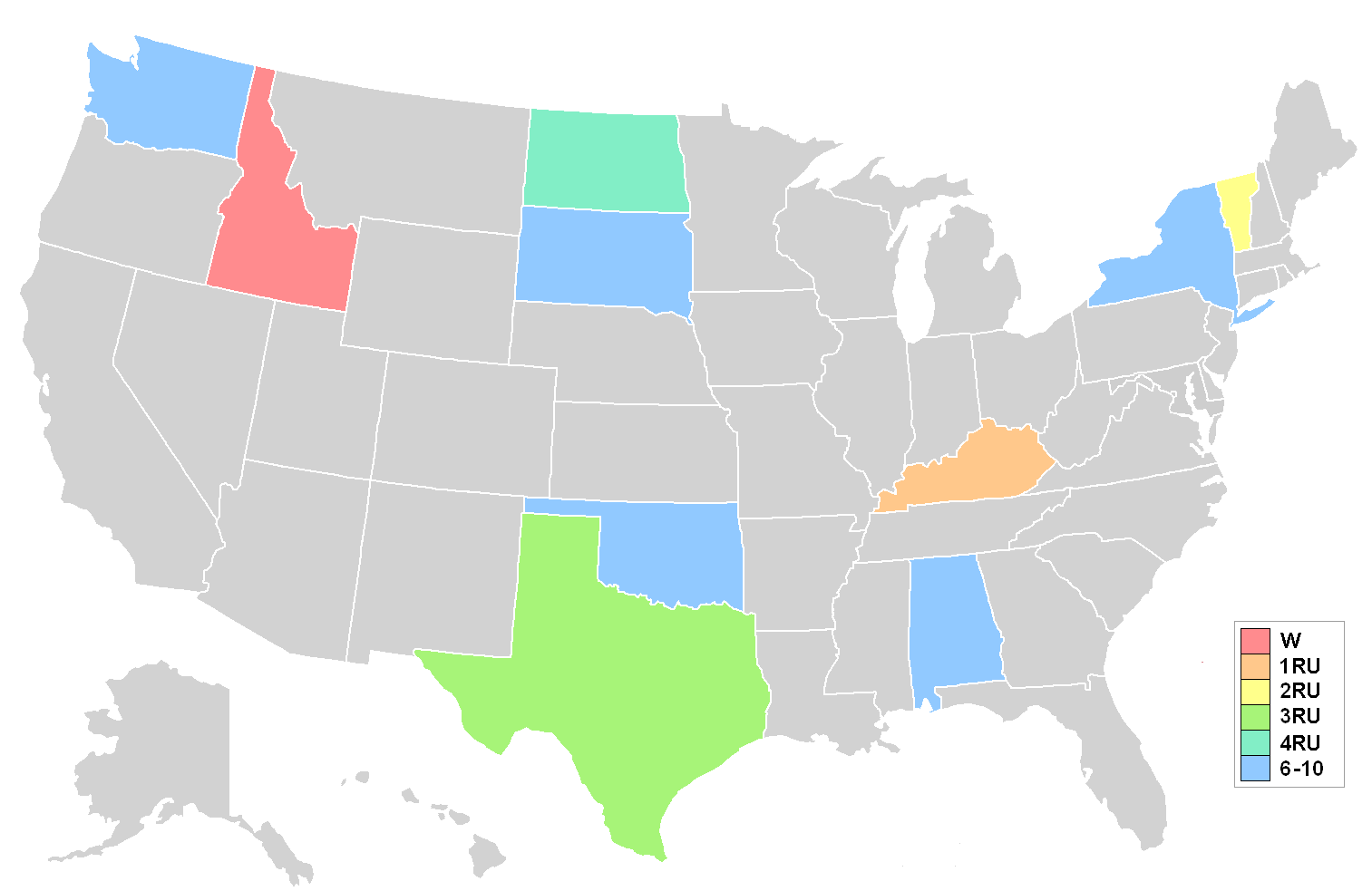
Штаты участницы Юная Мисс США 1989

### Места
| Итоговый результат | Участница |
| ------------------ | --- |
| Юная Мисс США 1985 | - Айдахо — Брэнди Шервуд |
| 1-я Вице-мисс      | - Кентукки — Кристи Доун Хикс |
| 2-я Вице-мисс      | - Вермонт — Кара Куинн |
| 3-я Вице-мисс      | - Техас — Кристи Райт |
| 4-я Вице-мисс      | - Северная Дакота — Хайди Джо Лангсет                                                                                               |
| Топ 10             | - Алабама — Джини Плотт - Нью-Йорк — Бет Сэвидж - Оклахома — Стейси Фолсом - Южная Дакота — Лиза Уильямсон - Вашингтон — Эми Трэвис |

### Специальные призы
| Награда              | Участница                             |
| -------------------- | ------------------------------------- |
| Мисс Конгениальность | - Северная Дакота — Хайди Джо Лангсет |
| Мисс Фотогеничность  | - Мэриленд — Стейси Харрис            |

### Оценки участниц
| \| Штат \| Интервью \| Купальный костюм \| Вечернее платье \| Средний балл \| \| --------------- \| -------- \| ---------------- \| --------------- \| ------------ \| \| Айдахо \| 8.688 \| 8.925 \| 8.850 \| 8.821 \| \| Кентукки \| 8.863 \| 9.175 \| 9.400 \| 9.146 \| \| Вермонт \| 8.425 \| 9.013 \| 9.300 \| 8.913 \| \| Техас \| 8.688 \| 8.975 \| 8.875 \| 8.846 \| \| Северная Дакота \| 8.800 \| 8.975 \| 9.175 \| 8.983 \| \| Вашингтон \| 8.688 \| 8.788 \| 8.863 \| 8.779 \| \| Алабама \| 8.650 \| 8.475 \| 8.938 \| 8.688 \| \| Южная Дакота \| 8.300 \| 8.838 \| 8.513 \| 8.550 \| \| Нью-Йорк \| 8.463 \| 8.713 \| 8.400 \| 8.525 \| \| Оклахома \| 8.275 \| 8.325 \| 8.700 \| 8.433 \| | Победительница 1-я Вице Мисс 2-я Вице Мисс 3-я Вице Мисс 4-я Вице Мисс |                  |                 |              |
| Штат | Интервью                                                               | Купальный костюм | Вечернее платье | Средний балл |
| Айдахо | 8.688                                                                  | 8.925            | 8.850           | 8.821        |
| Кентукки | 8.863                                                                  | 9.175            | 9.400           | 9.146        |
| Вермонт | 8.425                                                                  | 9.013            | 9.300           | 8.913        |
| Техас | 8.688                                                                  | 8.975            | 8.875           | 8.846        |
| Северная Дакота | 8.800                                                                  | 8.975            | 9.175           | 8.983        |
| Вашингтон | 8.688                                                                  | 8.788            | 8.863           | 8.779        |
| Алабама | 8.650                                                                  | 8.475            | 8.938           | 8.688        |
| Южная Дакота | 8.300                                                                  | 8.838            | 8.513           | 8.550        |
| Нью-Йорк | 8.463                                                                  | 8.713            | 8.400           | 8.525        |
| Оклахома | 8.275                                                                  | 8.325            | 8.700           | 8.433        |

## Судьи
- Дейл Харимото
- Мигель Нуньес[исп.]
- Стив Губак
- Джилл Вилан[англ.]
- Джейн Прэтт[англ.]
- Ричард Лоуренс
- Патрик Ст. Клер
- Фрэнк Дикопулос[англ.]
- Доктор Джой Браун
- Эрин Грэй

## Участницы
| - Айдахо — Брэнди Шервуд - Айова — Стейси Беквит - Алабама — Джинни Плотт - Аляска — Эми Аллен - Аризона — Линн Элстон - Арканзас — Сьюзан Маршалл - Вайоминг — Гретхен Уотен - Вашингтон — Эми Трэвис - Вермонт — Кара Куинн - Виргиния — Стефани Саттерфилд - Висконсин — Шеннон Редман - Гавайи — Полетт Дин - Делавэр — Элисон Уилсон - Джорджия — Ким Маллой - Западная Виргиния — Дженнифер Джо Данн - Иллинойс — Кимберли Ханнелл - Индиана — Джеки Хартт - Калифорния — Мишлен Бонилла - Канзас — Трейси Кнопп - Кентукки — Кристи Доун Хикс - Колорадо — Жанна Дурбин - Коннектикут — Сюзанна Януччи - Луизиана — Ким Клауэр - Массачусетс — Молли Рим - Миннесота — Дарси Инглстед - Миссисипи — Валари Пенн | - Миссури — Эйприл Смит - Мичиган — Бетси Кокс - Монтана — Дженнифер Кук - Мэн — Лиза Бейли - Мэриленд — Стейси Харрис - Небраска — Мелисса Гиддингс - Невада — Стейси Бентли - Нью-Гэмпшир — Керри Соссей - Нью-Джерси — Ивонн Кристиано - Нью-Йорк — Бет Саваж - Нью-Мексико — Шана Уилмонт - Огайо — Мисси Кроу - Оклахома — Стейси Фулсом - Вашингтон (округ Колумбия) — Кристина Патино - Орегон — Кэтрин Даннэм - Пенсильвания — Дженнифер Гэри - Род-Айленд — Деб Ходжес - Северная Дакота — Хайди Джо Лангсет - Северная Каролина — Келли Шеппард - Теннесси — Эми Симс - Техас — Кристи Райт - Флорида — Дебби Нокс - Южная Каролина — Мишель Уорнер - Южная Дакота — Лиза Уильямсон - Юта — Трейси Кенник |

## Примечание
1. ↑  Miss Idaho Chosen as Miss Teen USA. Associated Press. 25 июля 1989.
2. ↑  Beck, Marilyn (23 июля 1989). Star of Disney film to be host of pageant. The Record.
3. ↑  Wilbraham teen takes pageant crown. Worcester Telegram & Gazette. 3 апреля 1989. p. A2.